# Marinette Menut
 (mai 2018).
Si vous disposez d'ouvrages ou d'articles de référence ou si vous connaissez des sites web de qualité traitant du thème abordé ici, merci de compléter l'article en donnant les références utiles à sa vérifiabilité et en les liant à la section « Notes et références ».
Anne-Marie Jeanne Lafaye, plus connue sous le nom de Marinette Menut, née le 16 mai 1914 à Laprugne (Allier) et morte le 19 ou le 20 juillet 1944 à Aulnat (Puy-de-Dome), est une pharmacienne et résistante auvergnate.

## Biographie

### Famille et jeunesse
Anne-Marie Jeanne Lafaye est née de parents instituteurs. Après son bac « A – Philo » qu'elle passe en 1933. D'octobre de la même année et pendant un an, elle exerce en tant que stagiaire à la pharmacie Perrier de Cusset. Elle intègre ensuite la faculté de médecine et de pharmacie de Clermont-Ferrand, puis de Toulouse, qu'elle termine en 1939 avec l’obtention de son diplôme (mention assez bien). Deux années plus tard, le 15 avril 1941, elle épouse Max Menut (lui aussi auvergnat et originaire de Combronde), qu'elle avait rencontré pendant ses études, avec qui elle crée la « Pharmacie nouvelle », place Paul Doumer (aujourd'hui devenue place Marinette Menut) à Riom. Naquit de cette union Christiane, le 15 juillet 1942.

### Débuts dans la Résistance
Dans un premier temps, bien qu'enceinte, Marinette Menut soutient son mari avec son entrée dans le mouvement résistant (dès décembre 1941). Max Menut devient le commandant Bénévol, responsable de l’arrondissement de Riom pour le mouvement Combat et devient par la suite chef du 1er Bureau de l’état-major des M.U.R.
Frôlant de peu l'arrestation par la Gestapo, il entre dans le maquis. À partir de ce moment là, Marinette Menut va tenir seule la pharmacie. Elle intègre elle-aussi la résistance sous le pseudonyme de Marinette, et assure de nombreuses activités comme la transmission du courrier des clandestins, des dépôts d'armes, des distributions de tracts et journaux, ou encore le ravitaillement en médicaments du Premier corps franc d’Auvergne ainsi que des maquisards.
Elle a pris part à plusieurs actions, tout en exerçant en même temps son métier. En voici une liste non exhaustive : 
- Elle tient une place importante dans les organisations dites « clandestines » et contribuera en août 1943 à l'opération de "Pontmort" dans le Puy de Dôme, qui permit de faire évader 11 résistants condamnés à perpétuité par le gouvernement de Vichy, grâce aux renseignements qu'elle fournira.
- Elle accueille dans son foyer une famille juive, Madame Klagsbad et son fils ; ainsi que Lucette, femme du Dr Henry Ingrand, pendant 5 mois.
- Elle approvisionne le maquis du premier corps franc d'Auvergne, situé dans le hameau de l'Espinasse, près de Volvic, en médicaments et pansements.

Le 12 novembre 1942, une attestation signée par le Colonel Gaspard certifie « officiellement » l'entrée de Marinette Menut dans la Résistance.

### Entrée dans le maquis
Surveillée de près par la milice riomoise, Anne-Marie (devenue Marinette) rejoint en mars 1943 le maquis, accompagnée de son père Fernand Lafaye. Elle rejoint le premier corps franc à Lavoûte-Chilhac en Haute Loire. Elle organisera le service médical avec le grade de Lieutenant.
Elle confie sa fille âgée de 9 mois à sa mère.
Elle rejoint alors le réduit du mont Mouchet où elle prend part à la direction de l’hôpital de campagne clandestin comme lieutenant-pharmacien.

### Arrestation puis exécution
En juin 1944, à la suite des attaques allemandes sur le mont Mouchet et le réduit de la Truyère, Marinette quitte la zone et se retrouve près de Saint-Just avec la deuxième partie d'un convoi comprenant une soixantaine de blessés, qu'elle escorte avec son mari, son père et les docteurs Reiss (alias « Raymond ») et Canguilhem (alias « Lafont »). Le 22 juin, à la suite de la délation d'un individu, cette partie du convoi, plus lente que l'autre, tombe dans une embuscade entre Saint-Just et Estrimiac. Le convoi se retrouve encerclée par une unité de la Wehrmacht qui achève un grand nombre de blessés, ainsi que Fernand Lafaye, le père de Marinette. 
« Au cours de cet engagement, Marinette, qui est restée avec ses blessés, se saisit de la mitraillette de l’un d’entre eux et fait feu, jusqu’à ce que, blessée dans la région rénale, elle soit faite prisonnière »
Marinette blessée aux reins et à la main, est faite prisonnière mais ne dévoile pas sa véritable identité. Elle est ensuite transitée à Chaudes-Aigues puis dans un petit hôpital de Saint-Flour. Le 27 juin, malgré une tentative d'évasion prometteuse, elle sera identifiée par la Gestapo, comme la femme du Commandant Bénévol, avant l'exécution de son plan.
Elle est directement amenée au siège de la Gestapo de Chamalières (le 2 bis avenue de Royat), où elle ne dévoilera aucune information malgré la torture continue de ses tortionnaires. Ses blessures n'étaient pas soignées et elle était alors enceinte.
Les circonstances exacte de sa mort ne sont pas connues, plusieurs hypothèses sont émises alors. La version la plus connue est celle d'une exécution le 19 juillet 1944 à Aulnat par la Gestapo. Une autre version provient d'un courrier émis le 12 novembre 1945 par Monsieur Grégoire, délégué Régional du Service de Recherches des Crimes de Guerre ennemis. Il affirme que Marinette Menut « mourut dans la prison allemande de la caserne du 92e RI à Clermont-Ferrand ».
Le 22 novembre 1944, elle est retrouvée enterrée dans un trou d'obus sur le terrain d'aviation d'Aulnat, avec dix autres cadavres, et, malgré l'état de putréfaction avancé des corps, elle est identifiée à ses pantoufles. Son mari le raconte dans le documentaire de Marcel Ophüls, Le Chagrin et la Pitié, ainsi que le détail de certaines tortures subies.
Elle est enterrée à Cusset avec Fernand Lafaye, son père. Elle recevra à titre posthume la croix de guerre et la médaille de la résistance, et bénéficiera d'une citation à l'ordre de l'armée, ainsi que la croix de la légion d'honneur, reçue le 1er mars 1945.

## Distinctions
Elle est récipiendaire des décorations suivantes, à titre posthume :
- Chevalier de la Légion d'honneur reçue le 1er mars 1945 ,
- Croix de guerre 1939-1945, palme de bronze (1 citation à l'ordre de l'armée)[3] ;
- Médaille de la Résistance française (décret du 17 septembre 1987)[8].

## Hommages

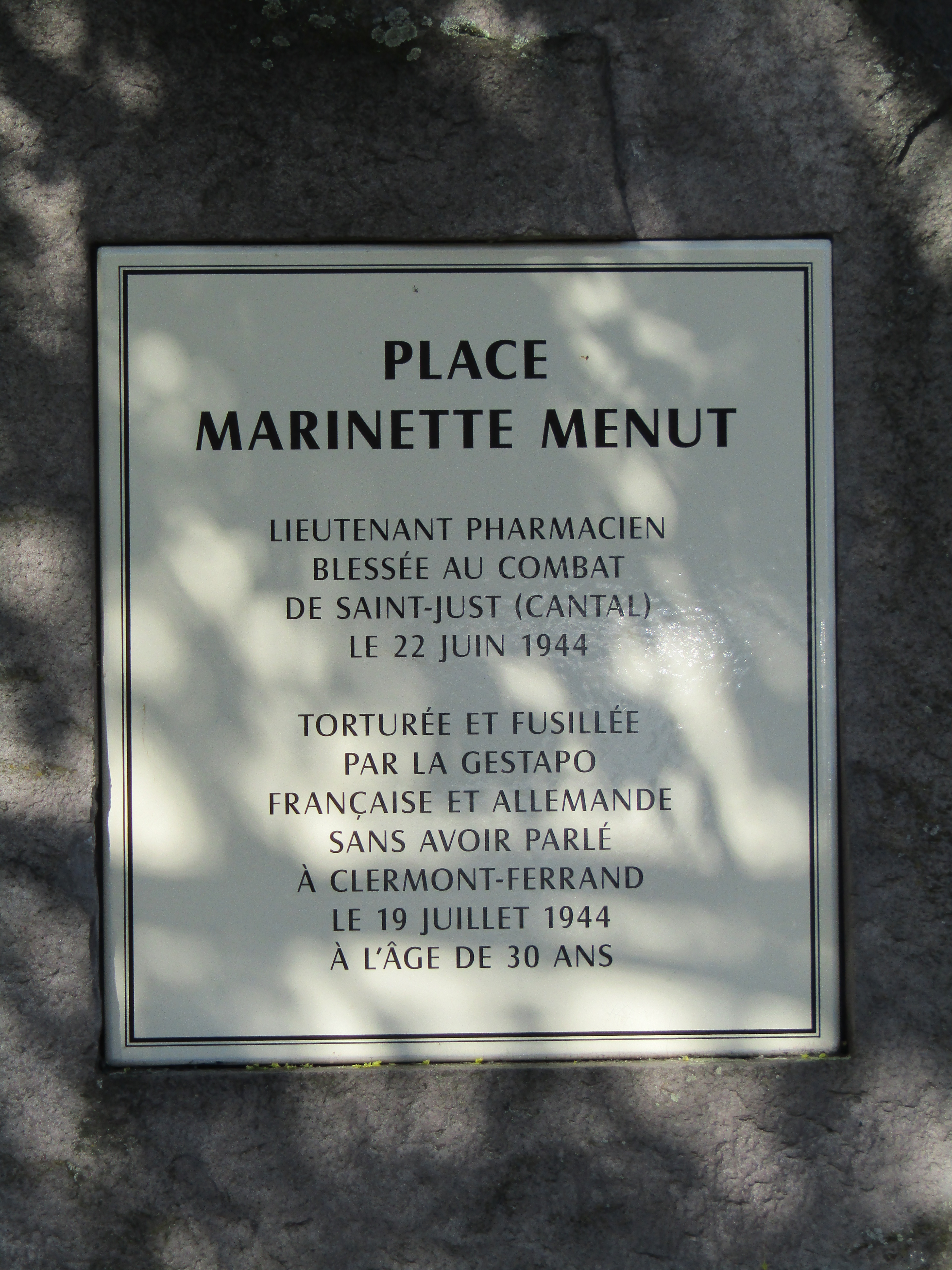
Stèle commémorative Place Marinette Menut à Riom.

- Plusieurs hommages lui seront dévoués, notamment dans deux articles de presse relatant les obsèques civiles de Marinette Menut, publiés dans le journal de La Montagne le 28 novembre 1944, dans le M.U.R. du 2 décembre 1944.

- Deux places portent son nom : l'une d'elles étant la place Marinette Menut à Riom où se trouve une stèle commémorative (ainsi qu'un arrêt de bus), et l'autre à Clermont-Ferrand.
- La “rue Fernand-Lafaye et Anne-Marie Menut”, a été inaugurée à Cusset, ville où elle est inhumée[9].
- Une plaque commémorative est apposée à l'université Blaise Pascal de Clermont-Ferrand.

- Un article de la Revue d'histoire de la pharmacie lui sera dédié en 1997[2].

- Un livre d'or consacré aux martyrs de la pharmacie française durant la guerre de 1939-1945, cite son nom.